# Loxioda
Loxioda is een geslacht van vlinders van de familie spinneruilen (Erebidae), uit de onderfamilie Calpinae.

## Soorten
- L. alternans Hampson, 1926
- L. assimilis Wileman & West, 1928
- L. coniventris Strand, 1915
- L. dilutalis Snellen, 1884
- L. dissimilis Moore, 1882
- L. ectherma Hampson, 1926
- L. fasciosa Moore, 1882
- L. hampsoni Bethune-Baker, 1906
- L. inamoena Filipjev, 1925
- L. mediofascia Swinhoe, 1902
- L. ochrota (Hampson, 1909)
- L. oxyperas Hampson, 1926
- L. shumara Swinhoe, 1901
- L. similis Moore, 1882